# Dienst Landelijk Operationeel Coördinatiecentrum
De Dienst Landelijk Operationeel Coördinatiecentrum of de DLOC is een onderdeel van de Eenheid Landelijke Expertise en Operaties van de politie in Nederland.  
De DLOC valt onder gezag van de Directeur Veiligheidsregio's en Crisisbeheersing DVC en is beheersmatig ondergebracht bij de politie in Nederland. 

## Taken
De kerntaken van het DLOC zijn informatievoorziening, planning & advisering en bijstandscoördinatie. 